# Calabarium
Calabarium is een geslacht van kreeftachtigen uit de klasse van de Malacostraca (hogere kreeftachtigen).

## Soort
- Calabarium crinodytes Manning & Holthuis, 1981